# Liste von Landsynagogen
Als Landsynagoge werden Synagogen in kleineren Landgemeinden und -städten bezeichnet, die sich ihrer Bauweise als Synagoge nach nicht auffällig von den umgebenden Gebäuden unterscheiden.
Beispiele dafür sind die
- Synagoge Baisingen
- Synagoge Calvörde
- Frühere Synagoge Drensteinfurt, Westmünsterland, Kulturzentrum, Lernort
- Synagoge Freudental
- Landsynagoge Heubach
- Synagoge (Issum)
- Synagoge (Lommersum)
- Synagoge Massenbachhausen
- Synagoge Padberg
- Synagoge (Petershagen)
- Synagoge (Röbel)
- Synagoge Rödingen
- Landsynagoge (Roth)
- Synagoge (Bork) in Selm
- Ehemalige Synagoge Titz-Rödingen